# Trollstigen
Trollstigen (littéralement « le chemin du Troll » en norvégien) est une route de montagne à Rauma, dans le comté de Møre og Romsdal en Norvège. Elle relie Åndalsnes, de la municipalité de Rauma, et Valldal, de la municipalité de Norddal.

## Géographie
La route est entourée de plusieurs montagnes de plus de 1 000 m. Entre autres, Stigbotnhornet et Bispen, ainsi que Dronningen et le King au nord. Un peu plus au nord-est, les plus connus sont Trolltindan, Trollklørn et Trollveggen.
Le chemin balisé jusqu'au sommet de Trollveggen commence à Stigrøra. Au sommet de Stigrøra se trouve un certain nombre de cabines. Beaucoup ont été utilisées comme kiosques de souvenirs.

## Accès

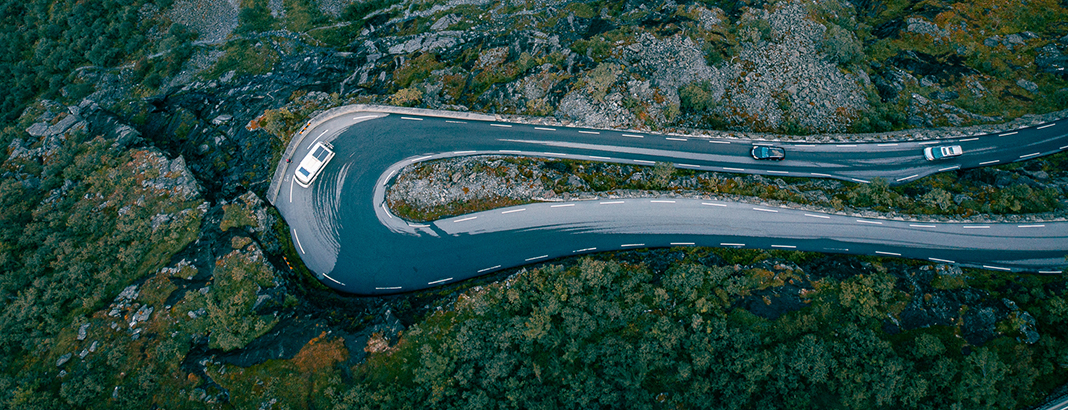
9 virages sur 11 sont en épingle

La route présente un fort dénivelé, soit 9 %, et onze virages en épingle à cheveux sur un versant très raide de montagne. La route est étroite avec beaucoup de courbes serrées et bien qu'elle ait été élargie ces dernières années, à cause de sa forte affluence touristique les véhicules de plus de 12,4 mètres de long y sont interdits à la circulation.
Trollstigen est fermée pendant l'automne et les mois d'hiver. Elle rouvre au printemps, après son déneigement.

## Fermeture hivernale
La route est normalement fermée pour l'hiver en novembre et ouvre généralement en mai. Même si la route est prête à être ouverte, elle ne l'est pas avant que l'Administration des routes ne considère le danger de la glace ou de la neige comme écarté. Des réparations peuvent également être nécessaires avant que la route puisse être ouverte à la circulation. À quelques reprises, la route a été fermée peu de temps en juin en raison de chutes de neige, comme en 2004, avec 30 centimètres de neige fraîche.
| Année | Ouverture | Fermeture     |
| ----- | --------- | ------------- |
| 1994  | 20 mai    | 27 septembre  |
| 1995  | 25 mai    |               |
| 1996  | 24 mai    |               |
| 1997  | 6 juin    | 24 septembre  |
| 1998  | 15 mai    | 15. moto      |
| 1999  | 14 mai    | 10 septembre  |
| 2000  | 26 mai    | 20 août       |
| 2001  | 21 mai    | 21 août       |
| 2002  | 23 mai    | 16 septembre  |
| 2003  | 28 mai    | 15 août       |
| 2004  | 29 mai    |               |
| 2005  | 1er juin  | 15 novembre   |
| 2006  | 3 mai     |               |
| 2007  | 23 mai    | 17 octobre    |
| 2008  | 27 mai    | 4 novembre    |
| 2009  | 20 mai    | 23 octobre    |
| 2010  | 28 mai    | 4 novembre    |
| 2011  | 13 mai    | 24 novembre   |
| 2012  | 1er juin  | 5 novembre    |
| 2013  | 22 mai    | 13 novembre   |
| 2014  | 8 mai     | 1er décembre, |
| 2015  | 13 mai    | 24 novembre   |
| 2016  | 25 mai    | 3 novembre    |
| 2017  | 24 mai    | 13 novembre   |
| 2018  | 11 mai    | 26 octobre    |

## Histoire
Trollstigen a été ouverte le 31 juillet 1936, par le roi Haakon VII après huit années de construction. Jusqu'à l'ouverture en 1975 des tunnels entre Linge et Overå sur la route nationale 650, c'était la seule liaison routière desservant Valldal sans emprunter aucun ferry.

## Tourisme
Trollstigvegen est l'une des attractions touristiques les plus visitées de Norvège. Avec 535 250 visiteurs (2005), il s’agit de la deuxième attraction touristique du pays, la plus visitée.
À l'aboutissement de la route se trouve une aire de stationnement qui permet aux visiteurs de laisser leur voiture et d'accéder à un point de vue qui domine la route avec ses courbes et la chute d'eau de Stigfossen, haute de 320 m.
Le tronçon routier Geiranger - Trollstigen a été réaménagé au cours des étés 2005-2008 pour accueillir un grand nombre de touristes. Cette route est l’un des 18 tronçons routiers sélectionnés dans le projet de routes touristiques de l’Administration norvégienne des routes publiques, qui a reçu le statut de route touristique nationale. Le projet a pour devise « Sûr et beau » et tous les arrêts et aires de pique-nique doivent s'harmoniser avec la nature et le paysage. Le point de vue Le pied de sorcière au bas de Trollstigen a été étendu. À Stigrøra, un nouveau centre touristique avec un café et une boutique de souvenirs a été construit. Les petites cabanes traditionnelles, boutiques de souvenirs, ont été démolies lorsque le nouveau centre a ouvert ses portes à l'été 2012. Le ministre des transports Magnhild Meltveit Kleppa a ouvert la route touristique nationale Geiranger-Trollstigen le 16 juin 2012. « C'est un monument qui constituera une entrée historique dans le futur », a déclaré Kleppa à propos du nouveau centre d'accueil des visiteurs de Stigrøra. En 2012, Stigrøra a reçu un prix de l'association norvégienne du béton et de la fédération norvégienne des architectes pour le « béton utilisé dans le domaine de l'environnement, de l'esthétique et de la technique ».

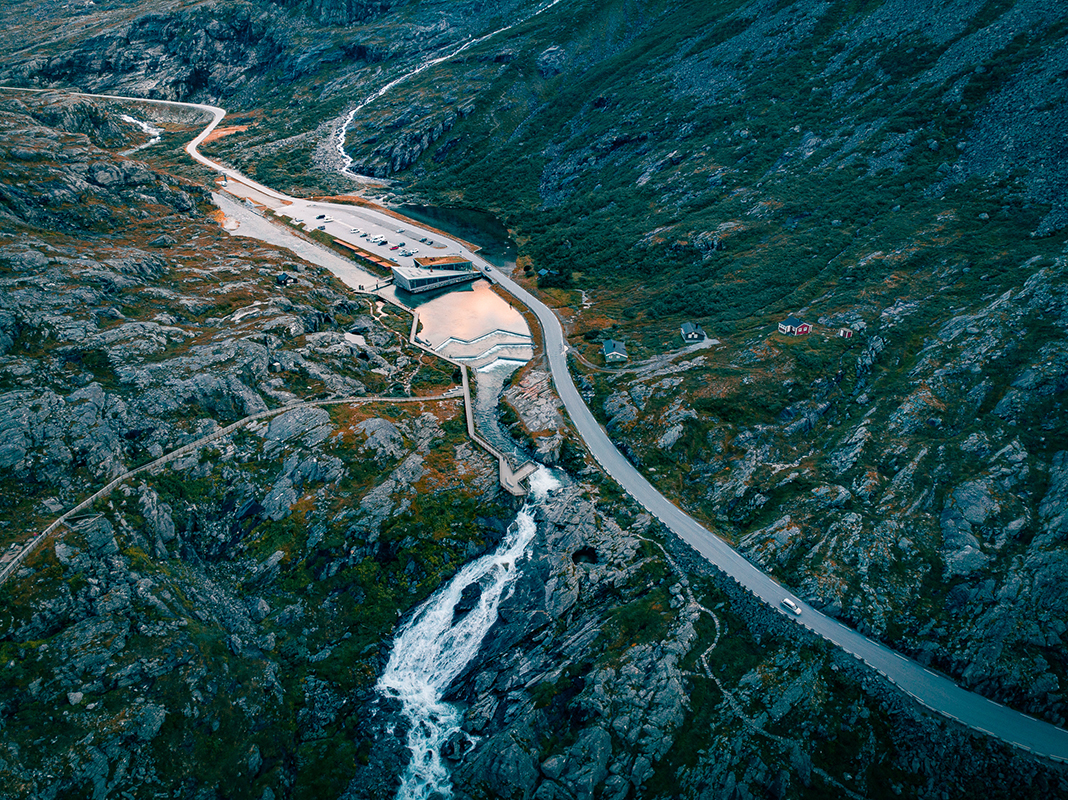
Office du tourisme de Trollstigen.
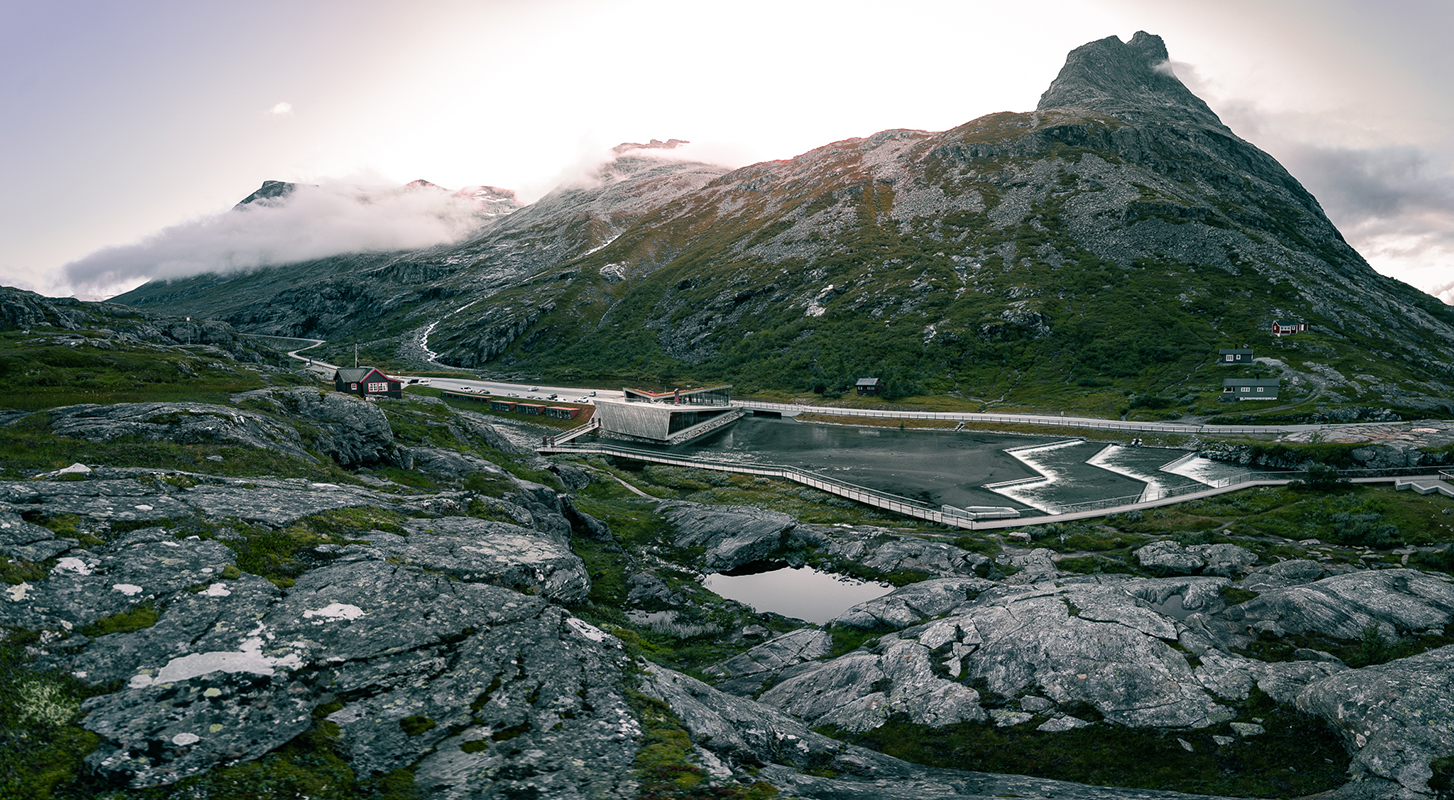
L'office du tourisme et le restaurant.